# Referéndum de Bulgaria de 1946
Un referéndum sobre la adopción de una república se celebró en Bulgaria el 8 de septiembre de 1946, un año después del fin de la Segunda Guerra Mundial en la que la Bulgaria monárquica apoyó a las potencias del Eje. El resultado fue 95.6% a favor del cambio, y la participación de los ciudadanos en la votación se estimó en un 91.7%. El nuevo régimen fue proclamado bajo el nombre de "República Popular de Bulgaria", el 15 de septiembre de 1946, poiendo formalmente fin al reino. Al día siguiente, el jefe de Estado de jure, el rey Simeon II, y su madre, la reina Giovanna, fueron forzados a dejar el país. Giovanna ya quería abandonar Bulgaria desde 1 de febrero de 1945, día de la ejecución del príncipe Cirilo. Después del referéndum, una constitución republicana (sabido como la Constitución Dimitrov) fue introducida al año siguiente.

## Resultados
| Opción                             | Votos     | %    |
| ---------------------------------- | --------- | ---- |
| República                          | 3 833 183 | 95,6 |
| Monarquía                          | 175 231   | 4,4  |
| Votos/de espacio nulo              | 124 507   | –    |
| Total                              | 4 132 921 | 100  |
| Votantes registrados/Participación | 4 509 354 | 91,7 |
| Fuente: Nohlen & Stöver            |           |      |